# Xenophantosz (szobrász)
Xenophantosz (2. század), bronzszobrász, Kharész fia. Hadrianus római császár korában élt, akinek elkészítette egy szobrát.